# Фридрих вилдграф фон Кирбург
Фридрих фон Кирбург (на немски: Friedrich Wildgraf von Kyrburg; * пр. 1288; † сл. 1310) от фамилията на вилдграфовете фон Даун и Кирбург, е вилдграф на Кирбург, велик приор, провинц-майстор на Ордена на Тамплиерите за Горна Германия.

## Произход
Той е шестият син на вилдграф Емих II фон Кирбург-Шмидтбург († пр. 1284) и съпругата му Елизабет фон Монфор († 1269), вдовица на граф Манеголд фон Неленбург († 1229/1234) и на граф Хайнрих I Зигеберт фон Верд, ландграф в Долен Елзас († 1238), сестра на Хайнрих I фон Монфор († 1272), епископ на Кур (1268 – 1272), дъщеря на граф Хуго I фон Брегенц-Монфор († 1230/1234) и Мехтилд фон Ванген († 1218). По баща е внук на Конрад II фон Даун († сл. 1263), вилдграф на Кирбург, Даун, Шмидтбург, Грумбах, Дронекен и Флонхайм, и съпругата му графиня Гизела фон Саарбрюкен († сл. 1265), дъщеря на граф Симон II фон Саарбрюкен († 1207) и Лиутгард фон Лайнинген († сл. 1239). Племенник е на Герхард I († 1259), архиепископ на Майнц (1251 – 1259), Конрад II († 1279), епископ на Фрайзинг (1258 – 1279), Хайнрих фон Даун († сл. 1284), абат на абатство „Св. Максимин“ в Трир.
Брат е на Емихо вилдграф фон Кирбург († 1311), епископ на Фрайзинг (1283 – 1311), вилдграф Конрад III фон Шмидтбург († 1305), Хуго, каноник в Майнц († сл. 1300), вилдграф Готфрид II фон Кирбург († 1301), Герхард, каноник в Трир и Фрайзинг († 1312), Гизела фон Кирбург († сл. 1313), омъжена за Филип II фон Фалкенщайн († пр. 1295). Полубрат е на граф Еберхард III фон Неленбург († сл. 1257) и граф Хайнрих II Зигеберт фон Верд († 1278), ландграф в Долен Елзас.

## Рицар на Ордена на тамплиерите
Фридрих вилдграф фон Кирбург е рицар на Ордена на тамплиерите. От 1287 до 1309 г. той е провинц-майстер (велик приор) на ордена за Алемания и Славия. Той прави дарения на коменде Кирххайм (в района на Бад Дюркхайм), където е през повечето време. От октомври 1307 г. започва преследването на ордена на тамплиерите по нареждане на крал Филип IV от Франция, който упражнява натиск върху френския папа Климент V. На 13 октомври 1307 г. множество тамплиери са затворени в Парижкия замък на темплиерите. Фридрих вилдграф фон Кирбург се явява ненадейно с 20 въоръжени тамплиерски рицара на провинц-синода в Майнц от 12 до 14 май 1310 г., свикан от архиепископа на Майнц Петер фон Аспелт, и защитава невинността на ордена. Концилът във Виен прекратява тамплиерския орден на 22 март 1312 г. Друг синод в Майнц на 1 юли 1313 г. обявява ордена за свободен и му оставя всичките имоти.
Фридрих вилдграф фон Кирбург е известно време в Светите земи с великия магистър Жак дьо Моле († 1314, екзекутиран). Един негов братовчед дава през 1309 г. на вече стария Фридрих вилдграф фон Кирбург половината от своя замък Дронекен, където той прекарва последните си години и умира там. По друг източник вилдграф Фридрих постъпва след края на ордена в катедралния капител на Майнц.